# Ira Murchison
Ira Murchison (* 6. Februar 1933 in Chicago, Illinois; † 28. März 1994 in Harvey, Illinois) war ein US-amerikanischer Leichtathlet, der in der 2. Hälfte der 1950er Jahre über die 100 Meter erfolgreich war.

## Karriere
Als Student der Western Michigan University gewann er 1958 die NCAA-Meisterschaft über 100 Yards (9,5 s).
Sein Erfolgsjahr war das Jahr 1956. Zunächst egalisierte er am 1. Juni in Compton als 10. Läufer den 1936 von Jesse Owens aufgestellten Weltrekord von 10,2 s und wiederholte diese Leistung am 29. Juni in Los Angeles. Als er am 4. August in Berlin den am Tag zuvor von Willie Williams auf 10,1 s verbesserten Weltrekord einstellte, galt er als einer der Favoriten für die XIII. Olympischen Spiele 1956 in Melbourne, wo er jedoch nur Vierter (10,6 s) wurde. Dafür sicherte er als Startläufer der 4-mal-100-Meter-Staffel seiner Mannschaft die Goldmedaille und den Weltrekord in 39,5 s.
Im Jahr 1957 egalisierte er erneut einen Weltrekord, als er die 100 Yards in 9,3 s lief.
Bei den Studentenweltspielen in Paris im gleichen Jahr gewann er in 10,6 s die Silbermedaille hinter dem in 10,5 s siegreichen Deutschen Manfred Germar.
Im Jahr 1959, als er 26 Jahre alt war, erkrankte er an Darmkrebs, was das Ende seiner Karriere bedeutete. Vier Jahre später, bei den Pan American Games in Caracas, gelang ihm jedoch ein Comeback, als er Bronze über 100 Meter (10,62 s) und Gold mit der 4-mal-100-Meter-Staffel (40,40 s) gewann.
Mit einer Körpergröße von nur 1,57 m war Ira Murchison der kleinste Sprint-Weltrekordler der Geschichte. Seine hohe Startgeschwindigkeit trug ihm den Namen „Sputnik“ ein.
Ira Murchison hinterließ drei Brüder (Gerald, Robert und Norman), einen Sohn, der ebenfalls Ira heißt, sowie Stiefsohn Kenneth.